# 野口真菜
野口 真菜（のぐち まな、9月9日 - ）は、瀬戸内海放送のアナウンサー。キャストKSBパートナーズクリエイティブ事業部所属。

## 来歴
神奈川県横浜市出身。日本女子大学家政学部被服学科卒業。大学在学時にはテレビ朝日アスクに通っていた。
2020年4月にキャストKSBパートナーズに入社し、同期の荻津尚輝、在間隆真、瀧川奈津希とともに瀬戸内海放送のアナウンサーになる。

## 人物
大学在学時に瀬戸内国際芸術祭を見て回ったのをきっかけに、瀬戸内海にある島々と香川県の魅力に惚れ込み、以来それを念頭に置いての就職活動をしていた。瀬戸内海放送のアナウンサーに採用されてからは、念願であった島での生活を開始したり、島の魅力を発信していく「しまれび」プロジェクトを同じ志を持つメンバーと立ち上げたりしている。

## 担当番組
- KSBスーパーJチャンネル - 天気予報担当[7]、「マナティーカメラ」リポーター[7]
- KSBニュースview[Prof 1]
- アナチャレ！[Prof 1]
- News Park KSB - 「おしごとみせて」ナレーター[Prof 2]、「ググッと。瀬戸内」リポーター[Prof 2]、天気予報担当[Prof 3]
- 高校生と見つける、私たちのSDGs - ナレーター[Prof 4]
- ヒルペコ[Prof 5]

### プロフィールページ出典
1. 1 2 3 4  “野口真菜”. アナウンサー.   瀬戸内海放送. 2020年11月28日時点のオリジナルよりアーカイブ。2025年7月5日閲覧。
2. 1 2  “野口真菜”. アナウンサー.   瀬戸内海放送. 2021年10月27日時点のオリジナルよりアーカイブ。2025年7月5日閲覧。
3. ↑  “野口真菜”. アナウンサー.   瀬戸内海放送. 2024年5月11日時点のオリジナルよりアーカイブ。2025年7月5日閲覧。
4. ↑  “野口真菜”. アナウンサー.   瀬戸内海放送. 2023年2月9日時点のオリジナルよりアーカイブ。2025年7月5日閲覧。
5. ↑  “野口真菜”. アナウンサー.   瀬戸内海放送. 2023年4月27日時点のオリジナルよりアーカイブ。2025年7月5日閲覧。

### 上記以外の出典
1. 1 2  “瀬戸内海の島を守りたい”. Park KSB.   瀬戸内海放送. 2025年7月5日閲覧。
2. ↑  日本女子大学コンテスト2023 [@missjwc2023]「はじめまして🌸エントリーNo.4 被服学科2年野口真菜(のぐちまな)です😳」2017年8月11日。X（旧Twitter）より2025年7月5日閲覧。{{cite web ja}}:  CS1メンテナンス: 数字を含む名前/author (カテゴリ)
3. ↑  “2020”. 合格者一覧.   テレビ朝日アスク. 2025年7月5日閲覧。
4. ↑  “アナチャレ！”.   瀬戸内海放送. 2020年8月3日時点のオリジナルよりアーカイブ。2025年7月5日閲覧。
5. ↑  KSB広報 [@KSB_kouhou]「KSBアナウンサー #野口真菜 島暮らし、始めています」2025年5月23日。X（旧Twitter）より2025年7月5日閲覧。
6. ↑  野口真菜 (2025年6月27日). “「しまれび」を立ち上げました🫡✨”. アナ・News.   瀬戸内海放送. 2025年7月5日閲覧。
7. 1 2  瀬戸内海放送 (2020年10月15日). “心あらたに！ 秋の Jチャン”. ビジネス香川.   株式会社朝日オリコミ四国. 2025年7月5日閲覧。